# 蔡正元罷免案
中國國民黨籍政治人物蔡正元，在擔任臺北市第四選舉區第8屆立法委員期間，被該選區選民沈慧娥、趙尹旋及鍾春德依《公職人員選舉罷免法》程序提出罷免。投票於2015年2月14日進行，總投票人數為79,303人，最終結果為同意票76,737票，不同意票2196票，無效票370票，投票率為24.98%，由於投票人數未達臺北市第四選舉區選舉人總數二分之一以上（158,717），因此罷免失敗，蔡正元續任立法委員，且不得再於剩餘任期內對其罷免。

## 規則
依照當時《公職人員選舉罷免法》第九十條「罷免案投票人數不足原選舉區選舉人總數二分之一以上或同意罷免票數未超過有效票數二分之一以上者，均為否決。」罷免投票的通過門檻必須同時符合以下兩條件：
1. 參與投票人數達投票權人總數二分之一以上，即投票率達50%以上。
2. 有效投票數超過二分之一同意者，即過半數規則。

## 罷免案日程
| 選務工作日程    | 選務工作日程         |
| 辦理日期        | 工作項目             |
| --------------- | -------------------- |
| 2015年1月19日   | 罷免案成立宣告。     |
| 2015年1月25日   | 投票人名冊編造。     |
| 2015年1月29日前 | 被罷免人提出答辯書。 |
| 2015年2月3日前  | 發布罷免公告。       |
| 2015年2月10日前 | 公告罷免投票人人數。 |
| 2015年2月14日   | 投票、開票。         |
| 2015年2月16日前 | 罷免結果審查。       |
| 2015年2月16日   | 公告罷免投票結果。   |

## 理由與答辯

### 罷免理由書
沈慧娥、趙尹旋及鍾春德等人提出之罷免理由書列出罷免理由綱要如下：
1. 投票只看黨意，沒有民意
2. 無視民意，無視兩岸服貿協議漏洞，強力公開支持
3. 無視警方違法施暴，力挺國家暴力
4. 力挺媒體壟斷，並企圖以政治手段打壓公共言論空間
5. 對新移民充滿種族歧視，任意貼上黑標籤
6. 無視負面成本，推動台灣本島開放設置賭場
7. 引擎蓋載人兜風，事後追究被害人
8. 逼迫業者「登陸」前需宣傳ECFA
9. 出席率與質詢率吊車尾，低於偏遠地區立委

### 罷免答辯書
蔡正元提出之答辯書綱要如下：
1. 描述立法院像妥協交換的「菜市場」有何不對？
2. 黨意、民意都應受到專業思考的檢視！
3. 台灣經濟豈可邊緣化？
4. 國家要前進，更須有堅定的法治！
5. 黃國昌立場偏頗，豈可不受監督？
6. 變造紀錄，誣指歧視新移民，其心可誅！
7. 主張引進新加坡式國際觀光賭場，也是罷免罪狀？
8. 暴民的挾制行為，豈可美化？
9. 林榮三左手批ECFA，右手賺人民幣，豈可接受？
10. 扭曲出席率資料，比秦檜還可惡！

## 連署結果
|                          | 數      | %      | 占選舉人數% |
| ------------------------ | ------- | ------ | ----------- |
| 選舉人數                 | 299,527 | 100.00 | 100.00      |
| 第二階段罷免連署門檻人數 | 38,939  | 13.00  | 13.00       |
| 合格數                   | 49,949  | 83.40  | 16.68       |
| 不合格數                 | 9,943   | 16.60  | 3.32        |
| 總連署人數               | 59,892  | 100.00 | 20.00       |
| 結果                     | 通過    | 通過   | 通過        |

## 投票結果

投票率未達50%，差距 > 580票
投票率未達50%，差距 > 140票
投票率未達50%，差距 < 140票
投票率達50%，差距 < 140票
投票率達50%，差距 > 140票
投票率達50%，差距 > 580票

|          |            | 數                     | %                      | 占選舉人數％           |
| -------- | ---------- | ---------------------- | ---------------------- | ---------------------- |
|          | 同意票數   | 76,737                 | 97.22                  | 24.17                  |
|          | 不同意票數 | 2,196                  | 2.78                   | 0.69                   |
| 有效票數 | 有效票數   | 78,933                 | 99.53                  | 24.87                  |
| 無效票數 | 無效票數   | 370                    | 0.47                   | 0.12                   |
|          | 總投票數   | 79,303                 | 100.00                 | 24.98                  |
| 門檻票數 | 門檻票數   | 158,717                | 50.00                  | 50.00                  |
| 選舉人數 | 選舉人數   | 317,434                | 100.00                 | 100.00                 |
| 結果     | 結果       | 否決（投票率未達門檻） | 否決（投票率未達門檻） | 否決（投票率未達門檻） |

### 選舉區內行政區投票結果
| 內湖區                             | 221,610 | 56,432 | 23.87 | -54,373 | 54,764 | 96.60 | 1,420 | 3.41 | 56,184 | 248 |
| 南港區                             | 95,824  | 22,871 | 25.46 | -25,041 | 21,973 | 97.47 | 776   | 2.53 | 22,749 | 122 |
| 得票數據以中央選舉委員會公佈為準。 |         |        |       |         |        |       |       |      |        |     |

## 後續效應
- 2016年11月29日，修正罷免條文。刪除罷免活動不得宣傳外，罷免提出門檻由總選舉人總數2%降至1%，連署門檻由總投票人數13%，下修至10%，罷免通過門檻由投票率二分之一且有效票中同意票過半，改為同意票大於總選舉人的四分之一且同意票多於不同意票[7][8]。割闌尾計畫、陳其邁、黃國昌稱此為全民的勝利，親民黨籍不分區立委李鴻鈞稱此絕對符合民意[9][10]。